# Sykanowie

Prawdopodobne rozmieszczenie starożytnych ludów na Sycylii przed kolonizacją grecką i fenicką.

Sykanowie (gr.Sikanoi) – jedno z najstarszych plemion zamieszkujących na Sycylii od ok. 1600 p.n.e., a nawet od 2000 p.n.e. jak podają inni badacze. Ich pochodzenie do dziś pozostaje sporne. Prawdopodobnie nie byli ludem indoeuropejskim. Według Tukidydesa przybyli na Sycylię z Półwyspu Iberyjskiego znad rzeki Sikanos (współczesna Jucar?) wyparci stamtąd przez Ligurów, z którymi byli językowo spokrewnieni. Niektórzy współcześni badacze umieszczają ich rdzenne ziemie nad Sekwaną, skąd mieli dotrzeć najpierw do południowej Italii (Kalabria, Apulia), a potem na Sycylię (Trinacria). Po migracji Elymian i Sykulów zajmowali środkową Sycylię. Ich głównymi miastami były: Herbita, Camicus, Agyrium, Adranum, Enna i Omphaces.